# Žerotice
Žerotice település Csehországban, a Znojmói járásban. Žerotice Želetice, Vítonice, Horní Dunajovice, Prosiměřice, Tvořihráz, Kyjovice és Výrovice településekkel határos. Lakosainak száma 353 fő (2024. január 1.).

## Népesség
A település lakosságának változását az alábbi diagram mutatja:
| Lakosok száma | 458  | 560  | 499  | 420  | 321  | 312  | 339  | 357  | 355  | 353  |
|               | 1869 | 1900 | 1921 | 1961 | 1980 | 2011 | 2016 | 2019 | 2021 | 2024 |